# Concerto per due viole, archi e basso continuo (Telemann)
Il concerto per due viole, archi e basso continuo in sol maggiore (TWV 52:G3) è una composizione di Georg Philipp Telemann. È l'unico concerto per due viole di Telemann sopravvissuto, si hanno notizie di un secondo concerto analogo (TWV 52:A3), che è però andato perduto. A differenza del sesto brandeburghese di Bach, con la sua ricca e pesante polifonia, Telemann impiega una scrittura più chiara e con maggiore prominenza delle parti solistiche.
Il concerto si articola in quattro movimenti (Lent, Gai, Large, Vif). È meno conosciuto rispetto al concerto per viola dello stesso autore e meno frequentemente eseguito, ma viene spesso utilizzato nella didattica violistica. 